# Station Shibuya
Station Shibuya  (渋谷駅, Shibuya-eki) is een treinstation gelegen in Shibuya (Tokio) Japan. Met 2,4 miljoen passagiers op een gemiddelde weekdag in 2004, is het in reizigersaantallen gemeten het op vier na drukste station in Japan (na Shinjuku, Ikebukuro en Osaka/ Umeda). Het station bedient  een groot deel van het treinverkeer tussen het stadscentrum en de buitenwijken in het zuiden en westen.

## Lijnen
- JR East
  - Saikyō-lijn/Shōnan-Shinjuku-lijn - ook gebruikt door Narita Express-treinen
  - Yamanote-lijn - ongewone perronindeling, met beide treinsporen aan dezelfde kant (oostkant) van het perron
- Keio
  - Inokashira-lijn
- Tokyu
  - Den-en-Toshi-lijn
  - Tōyoko-lijn
- Tokyo Metro
  - Ginza-lijn
  - Hanzōmon-lijn
  - Fukutoshin-lijn